# La substància (pel·lícula de 2024)
La substància (anglès: The Substance) és una pel·lícula satírica de terror corporal de 2024 dirigida, escrita i coproduïda per Coralie Fargeat. És protagonitzada per Demi Moore, Margaret Qualley i Dennis Quaid. La trama segueix la vida d'una celebritat en decadència que pren una droga del mercat negre que crea una versió molt més jove de si mateixa amb, però, efectes secundaris inesperats. Ha estat subtitulada al català.
Al gener de 2022, es va anunciar que Demi Moore i Margaret Qualley protagonitzarien la pel·lícula. El febrer de 2022 es va anunciar que Ray Liotta s'havia unit a l'elenc de la pel·lícula, no obstant Dennis Quaid va reemplaçar a Liotta, que va morir abans que pogués rodar el seu paper. El rodatge va començar a París al maig de 2022.
La pel·lícula es va estrenar el 19 de maig de 2024 en la competència principal del 77è Festival Internacional de Cinema de Canes, on Fargeat va guanyar el premi al millor guió. La cinta es va convertir en un èxit comercial i de crítica i va recaptar més de 39 milions de dòlars amb un pressupost de 17,5 milions.

## Argument
En el seu aniversari número 50, l'esvaïda estrella del cinema de Hollywood, Elisabeth Sparkle, és acomiadada sense contemplacions del programa televisiu d'aeròbic que presenta des de fa força temps, i el productor televisiu esmenta la seva edat com la raó principal. Mentre condueix cap a casa, Elisabeth es distreu en veure retirar una tanca publicitària d'ella mateixa, fet que acaba en un greu accident automobilístic. A l'hospital, un jove infermer sembla preocupat per la seva esquena i li dona una memòria USB amb el nom de «La substància», un sèrum del mercat negre que genera una versió «més jove, més bella i més perfecta» d'un mateix.

## Repartiment
- Demi Moore com a Elisabeth Sparkle
- Margaret Qualley com a Sue
- Dennis Quaid com a Harvey
- Edward Hamilton Clark com a Fred
- Gore Abrams com a Oliver
- Oscar Lesage com a Troy
- Christian Erickson com a home al restaurant
- Robin Greer com a infermer
- Tom Morton com a metge
- Hugo Diego Garcia com a Diego
- Yann Bean com la veu de la substància